# Fehrenbruch (Anderlingen)
Fehrenbruch (plattdeutsch Fehrenbrook) ist ein Ortsteil der Gemeinde Anderlingen im Landkreis Rotenburg (Wümme) in Niedersachsen.

## Geographie

### Nachbarorte
| Malstedt, Stüh, Farven |                                             | Reith, Bredenbeck |
|                        | Kompassrose, die auf Nachbargemeinden zeigt | Wohlerst          |
| Ohrel                  | Grafel, Mojenhop, Sprakel                   | Winderswohlde     |

## Geschichte

### Name
Der Name leitet sich aus dem Plattdeutschen ab: fiern bedeutet fern und brook Bruch, Moor. Der Name ist also in etwa mit fernes Moor zu übersetzen.

### Ortsgeschichte
1826 entwickelte der Moorkommissar Friedrich Witte, ein Nachfolger Findorffs, Pläne, das Moor Fehrenbruch zu besiedeln. Es hatte dafür gute Voraussetzungen; es handelte sich um ein Moor, das mit Busch und Gestrüpp bewachsen war.
1830 wurden zehn Leute ausgewählt, die das Land besiedeln sollten. Bei jenen handelte es sich um hauptsächlich zweite oder dritte Bauernsöhne, die nicht mehr den Hof des Vaters erben konnten und Häusler aus Farven, aber auch ein Schneider aus Anderlingen war unter ihnen. Jeder erhielt eine Anbaustelle mit 15 Hektar Land, auf dem Hallenhäuser in Fachwerkbauweise errichtet wurden. Zunächst säte man nur Buchweizen an, später auch Kartoffeln und Roggen; die örtlichen Torfvorkommen dienten ausschließlich der Beheizung.
Zunächst wurden nur Häuser auf der östlichen Straßenseite gebaut, erst 1921 wurde das erste Haus auf der westlichen Seite erbaut. Dort betrieb Johann Behnken eine Schusterwerkstatt; nach seinem Bankrott kaufte es Diedrich Blancken aus Gnarrenburg, der dort mit seiner Frau eine Gastwirtschaft betrieb. Die nebenan liegende Scheune wurde zum Tanzsaal umfunktioniert. Die Gastwirtschaft bestand bis 1967. Bis 1970 fand hier auch die Post ihren Platz.
Im 1. Weltkrieg fielen fünf Soldaten, im 2. Weltkrieg vier Soldaten aus Fehrenbruch.
Während des Krieges mussten Kriegsgefangene auf den Höfen in Fehrenbruch arbeiten, sie beschützen die Anwohner auch vor den freigelassenen Häftlingen aus dem Lager Sandbostel, die nach ihrer Befreiung plünderten.
Mit den Heimatvertriebenen stieg die Einwohnerzahl plötzlich auf 130 an.
1962 wurde die Straße asphaltiert und 1966 kam der erste Bürgersteig, 1972 erhielt Fehrenbruch eine Straßenbeleuchtung.

### Regionale Zugehörigkeit
Vor 1859 gehörte Fehrenbruch zur Börde Selsingen im Amt Zeven, die Börde wechselte 1859 zum Amt Bremervörde. Nach 1885 gehörte Anderlingen zum Kreis Bremervörde und seit 1977 zum Landkreis Rotenburg (Wümme).
1929 wurde Fehrenbruch nach Farven eingemeindet, wurde zum 1. Oktober 1949 wieder eine selbstständige Gemeinde. Von 1965 bis 1968 war Fehrenbruch Teil der Samtgemeinde Selsingen, wurde aber 1968 nach Grafel eingemeindet. Die Gemeinde Grafel wurde zum 1. März 1974 nach Anderlingen eingemeindet.

### Religion
Fehrenbruch ist evangelisch-lutherisch geprägt und gehört zum Kirchspiel der St. Lamberti Kirche in Selsingen.

## Kultur

### Bauwerke
- Wohn- und Wirtschaftsgebäude Fehrenbrucher Kamp 1 von 1872 in Fachwerk
- Ein Denkmal für die Gefallenen aus den  Weltkriegen steht auf dem Friedhof.

### Vereine
Die Freiwillige Feuerwehr wurde 1948 von neun Leuten gegründet. Zunächst hatten sie nur eine Tragkraftspritze, erst in den 1950ern wurde ein Anhänger angeschafft, der von einem Traktor gezogen werden musste. 1952 wurde das erste Feuerwehrhaus gebaut, 1968 erhielt die Feuerwehr das erste Feuerwehrauto. 2001 wurde ein neues Feuerwehrhaus gebaut.

## Verkehr
Durch Fehrenbruch führt die Kreisstraße 109, die im Norden nach Farven und im Süden nach Anderlingen, Selsingen und zur Bundesstraße 71 führt.
Der nächste Autobahnanschluss besteht ca. 25 km entfernt in Sittensen (Bundesautobahn 1). Der nächste Bahnanschluss befindet sich in Kutenholz (Bahnstrecke Bremerhaven–Buxtehude).